# Бакай, Михаил Ефремович
Михаи́л Ефре́мович (Ефи́мович) Бака́й (1886 — после 1932) — участник революционного движения в России, сотрудник Департамента полиции, публицист. Использовал конспиративную фамилию Михайловский.

## Биография
По образованию фельдшер. Участвовал в революционном движении в Екатеринославской губернии. Завербован в 1900 г., когда проходил по делу социал-демократической газеты «Южный рабочий». Выдал эсеровскую типографию.
Начал службу в охранке в 1902, под руководством С. В. Зубатова, чиновником по особым поручениям при «отделении по охранению порядка и общественной безопасности» Варшавского охранного отделения, затем — помощником начальника Варшавского охранного отделения.
В 1906 произвол, пытки, провокации охранки вплоть до организации подпольных типографий, убийств чиновников, творящихся в Варшавском охранном отделении, по его словам, заставил его пойти к В. Л. Бурцеву и указать на работу «провокаторов» среди революционеров. Первый указал на Е. Ф. Азефа, известного ему под кличкой «Раскин».
С января 1907 вышел в отставку и стал писать о «провокаторах» записку — воспоминания для депутатов 2-й Государственной думы, но 1 апреля 1907 был арестован, заключён в Петропавловскую крепость, был обвинён в выдаче государственных тайн, покушении на жизнь агентов Департамента полиции и должностных преступлениях, а затем выслан в Сибирь в Туруханский край в с. Обдорск на 3 месяца. При пересадке в Тюмени бежал. Перебрался сначала в Финляндию, а затем во Францию и опять начал разоблачения в журнале «Былое» под редакцией В. Бурцева.
Окончил институт, стал инженером, работал в Конго.